# Maggia (fiume)
La Maggia è un fiume che scorre nella parte settentrionale del cantone svizzero del Ticino. È uno degli immissari del Lago Maggiore.

## Percorso
La sorgente della Maggia è situata nei pressi del Pizzo Cristallina; successivamente, dopo aver formato il lago del Naret, il fiume scorre attraverso la Valle di Sambuco, la Valle Lavizzara e la Valle Maggia e poi sfocia nel Lago Maggiore fra Ascona e Locarno.
I principali affluenti sono il fiume Peccia, il Ri della Valle di Prato, il fiume Bavona, il fiume Rovana, il torrente Salto, il Ri di Geì e la Melezza. Il villaggio omonimo di Maggia è situato sulla sponda sinistra del fiume.

## Bacino idrografico e portata
Il bacino idrografico del fiume Maggia è situato sul versante meridionale delle Alpi, nel territorio delle Alpi Lepontine, tra la Val d'Ossola (Monte Rosa, Passo del Sempione) e la Valle del Ticino. Questa zona è interessata, in particolare in primavera ed in autunno, da quantitativi importanti di precipitazioni, causato dal forzato innalzamento delle correnti caldo umide (scirocco) in arrivo dal Mediterraneo costrette a varcare le Alpi. Questo particolare regime pluviometrico permette al fiume di raggiungere portate massime straordinarie in rapporto alla modesta lunghezza e grandezza del bacino idrico: il valore della portata massima record del fiume fu di 4500 m³/s.
La portata media relativamente bassa di circa 27 m³/s, è causata dalle ingenti captazioni per la produzione elettrica. Infatti l'acqua accumulata nelle dighe viene poi immessa direttamente nel lago Maggiore dopo il turbinaggio.

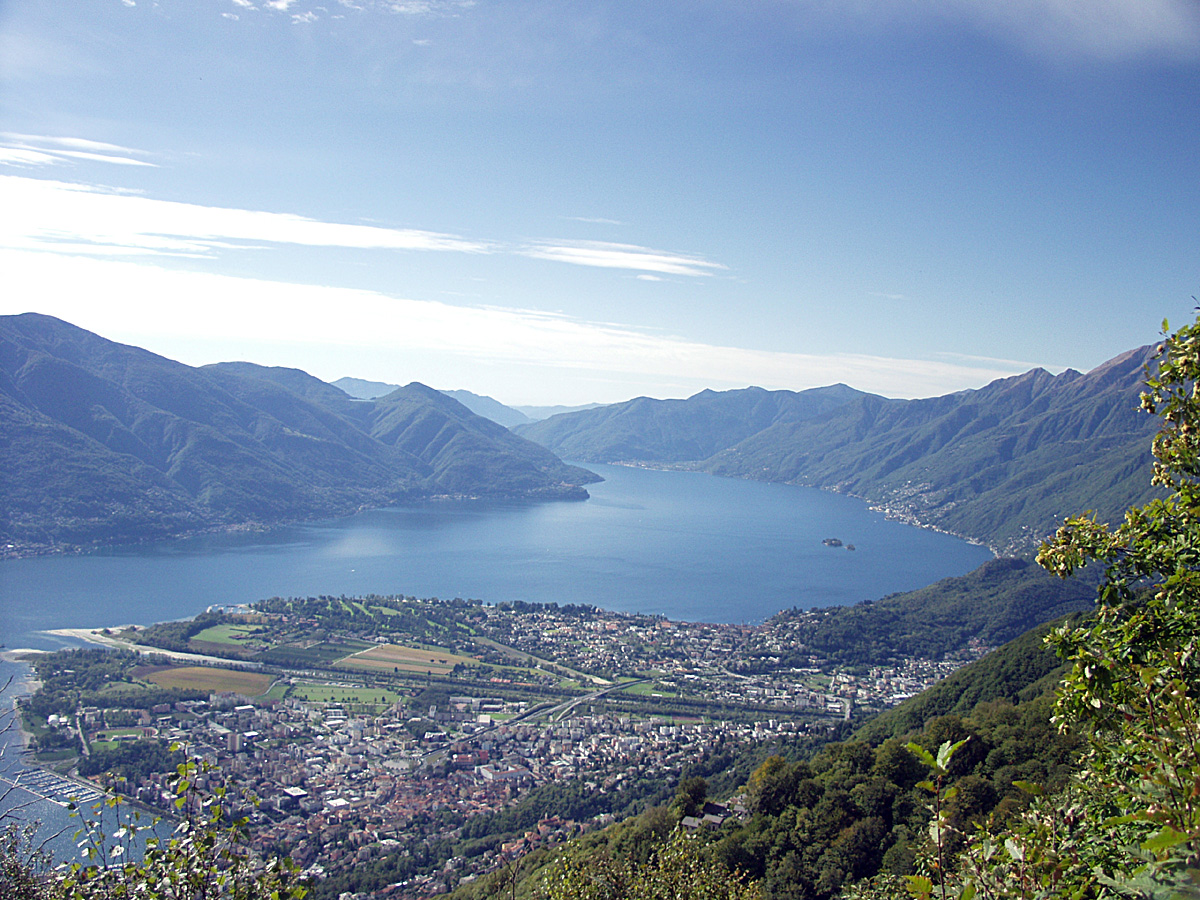
Il delta della Maggia

Il materiale eroso sulle Alpi e portato a valle dal fiume ha prodotto, alla foce con il Lago Maggiore, un esteso deposito alluvionale che si inoltra nel lago stesso: il caratteristico Delta della Maggia, su cui in anni recenti si sono sviluppati i quartieri nuovi di Locarno e di Ascona.
Le acque del fiume e di molti dei suoi affluenti sono sfruttate per la produzione di energia idroelettrica, ad esempio con dighe di sbarramento come quelle del Sambuco e del Narèt.
Il fiume Maggia è molto popolare per la possibilità di balneazione in acque particolarmente limpide e in paesaggi tipicamente alpini o prealpini.
Il fiume è inoltre uno dei pochi rimasti in Svizzera ad avere ancora un corso prevalentemente naturale e libero. Queste caratteristiche permettono di trovare, lungo il corso della Maggia, specie animali che si trovano con meno frequenza lungo il corso di altri fiumi, i quali spesso sono incanalati.